# 메피스토펠레스

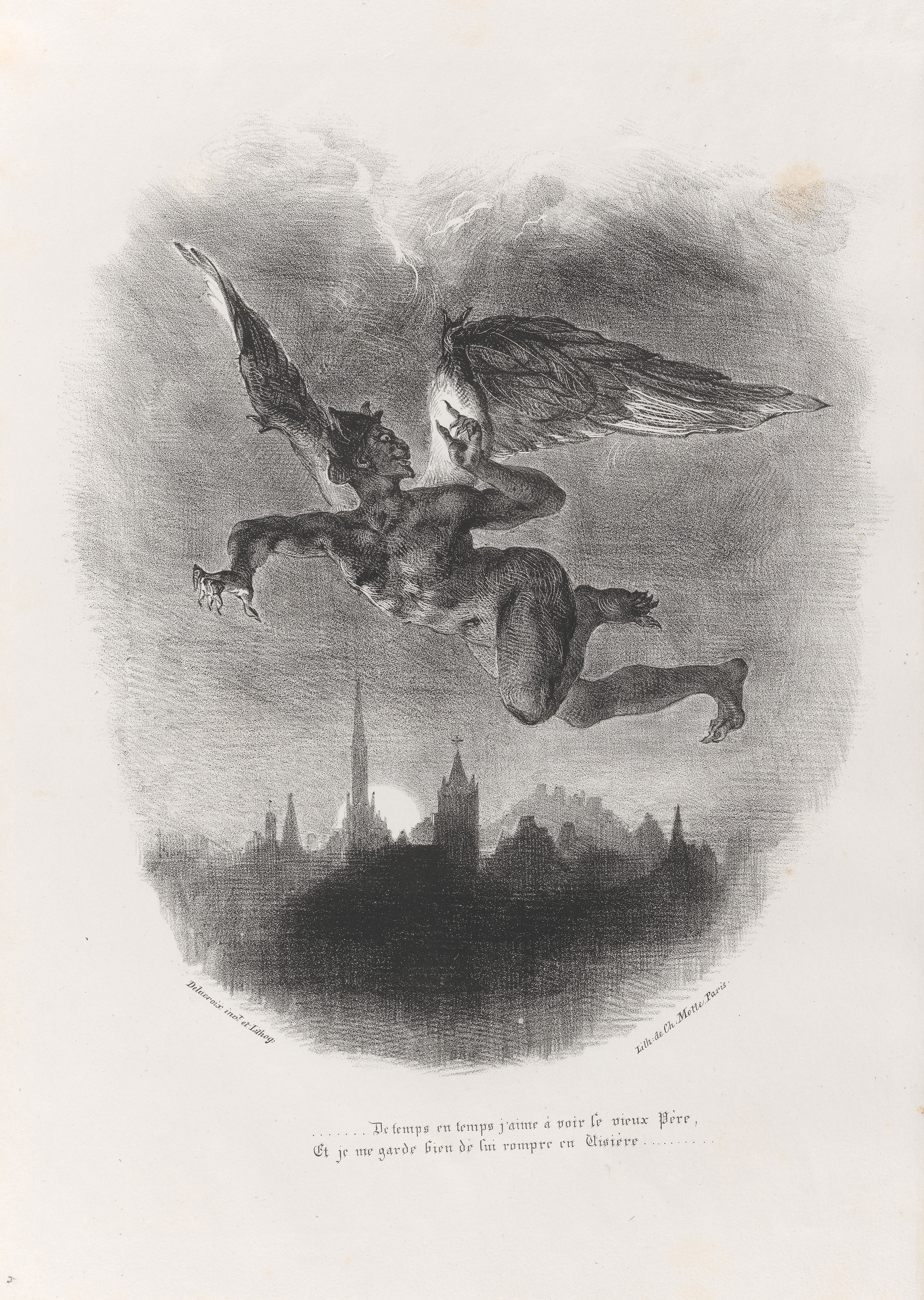

메피스토펠레스(Mephistopheles 또는 메피스토펠루스(MephistoPelus), 메피스토필리스(Mephistophilis), 메포스토펠레스(Mephostopheles), 메피스토(Mephisto), 메파스토필리스(Mephastopilis) 등)는 독일의 민간전승에서 기원한 악마이다.
메피스토의 정확한 기원은 파우스트 전설에서 기원하며, 일반적인 비열하고 악랄한 고전적인 악마의 원조(原祖)라고 볼 수 있다. 메피스토펠레스(Mephistopeles)라는 이름을 직역하면 히브리어로 Mephitz는 파괴자, Tophel은 거짓말쟁이란 뜻이다.

## 메피스토펠레스의 기원
메피스토는 서기 1527년 독일의 파사우(Passau)에서 출판된 파우스트식 마법책(Praxis Magia Faustiana)이란 책의 저자이며 독일의 대작가인 볼프강 요한 괴테의 역작인 파우스트(Faust)의 실제주인공 파우스트에 의해 처음 세상에 알려졌다.
르네상스 시대인 16세기 후반 떠돌이 마법사 요한 게오르그 파우스트(Johann Georg Faust)는 '그'에 말에 따르면 프란체스코 휘텐버그(Wittenberg) 교회당의 외곽숲에서 악마를 소환하였다고 한다.
위에 언급한 파우스트식 마법책(Praxis Magia Faustiana)에서 파우스트는 그 악마의 이름 메피스토(Mephistophiles)라 하였고, 마법책임을 입증하기 위해 파우스트식 마법책을 출판할 당시 가짜히브리어 판본도 같이 출판하였다.
르네상스 시대에서는 불분명한 가짜 그리스어 나 가짜 히브리어 판본이 엉터리 마법의 기초가 되었기 때문이다.
그리고 그 파우스트의 소책자는 영국의 극작가 크리스토퍼 말로(Christopher marlowe)가 지은 1616년, 파우스트 박사의 비극(The Tragical of Doctor Faustus.)으로 인해 괴테까지 이어지게 되었다.

## 괴테의 파우스트
메피스토펠레스트는 주님(신)과 내기에서 세상에서 모든 지식을 섭렵하고도 오히려 우울과 자기환멸에 빠져 자살충동에 허우적거리는 파우스트를 유혹하려 인간세상에 나와 파우스트에게 쾌락적 삶을 주고 영혼을 넘겨받기로 한다. 메피스토는 마녀의 영약으로 파우스트에게 20대 청년에 되게 하여 쾌락적 삶을 선사하고 파우스트를 이를 즐기는 도중, 순진한 처녀 그레트헨을 만난다. 방탕한 파우스트의 마음을 사랑으로 치유하는 그레트헨을 못마땅하게 여긴 메피스토펠레스는 농간을 부려 파우스트로 하여금 그레트헨을 짓밟게 한다. 그로 인해 그레트헨은 죽게 되지만 구원을 받아 천국에 가고, 메피스토의 농간들을 극복하고 살아남은 파우스트는 아름다움의 편력을 벗어나, 권력으로 농간을 부리는 악마를 이기고 황제를 돕고 그에게 하사받은 봉토를 비옥한 땅으로 만든다. 많은 사람들이 행복하고 자유롭게 생활하는 계획이 성취되자 백세가 지난 파우스트는 눈이 멀게 되지만 마음의 눈은 더욱 더 밝아지며 행복한 사회를 바라보며 감격한 파우스트 악마와 약속한 "멈추어라, 아름답도다"라는 말을 하고 죽게 된다. 이에 계약을 이행하기 위해 파우스트의 영혼을 가져가려고 한 메피스토펠레스는 순결한 그레트헨에 의해 제지된 후 파우스트는 천국으로 가게 되고, 천사들에게 붙잡힌 메피스토펠레스는 지옥으로 홀로 떨어지게 된다.

## 같이 보기
- 파우스트 (괴테)